# Los Angeles Metro Rail
A Los Angeles Metro Rail egy metró- és könnyűvasút-hálózat az Amerikai Egyesült Államokban, Los Angeles városában. Éves utasforgalma 108 017 525 fő (2018). A hálózat hat vonalból áll, melybe bele tartozik kettő metróvonal (B és a D), továbbá négy könnyűvasúti-vonal (A, C, E, L). Összesen 93 állomás található rajta, néhány helyen átszállási lehetőség van Los Angeles más tömegközlekedési eszközeire is, mint például a Metro Busway buszhálózatra (a G vonal (narancs) és a J vonal (ezüst)) és a Metrolink elővárosi vonatokra.
A hálózat első vonalát 1990. július 14-én nyitották meg, majd többszöri bővítéssel érte el jelenlegi formáját. A vonalak nyomtávolsága 1435 mm, 750 V egyenárammal villamosítva, üzemeltetője a Los Angeles Megyei Nagyvárosi Közlekedési Hatóság (Los Angeles County Metropolitan Transportation Authority, LACMTA).

## Vonalak
A hálózat jelenleg hat vonalból áll:
| Vonal neve      | Megnyitás | Hossz             | Állomások | Végállomás                                                | Típus      |
| --------------- | --------- | ----------------- | --------- | --------------------------------------------------------- | ---------- |
| A Line (Blue)   | 1990      | 21,3 mi (34,3 km) | 22        | 7th Street/Metro Center (észak) Downtown Long Beach (dél) | Light rail |
| B Line (Red)    | 1993      | 16,4 mi (26,4 km) | 14        | Észak-Hollywood (észak) Union Station (dél)               | metró      |
| C Line (Green)  | 1995      | 19,5 mi (31,4 km) | 14        | Redondo Beach (nyugat) Norwalk (kelet)                    | Light rail |
| D Line (Purple) | 2006      | 6,4 mi (10,3 km)  | 8         | Wilshire/nyugatern (nyugat) Union Station (kelet)         | metró      |
| E Line (Expo)   | 2012      | 13,1 mi (21,1 km) | 19        | 7th Street/Metro Center (kelet) Santa Monica (nyugat)     | Light rail |
| L Line (Gold)   | 2003      | 29,7 mi (47,8 km) | 27        | APU/Citrus College (észak) Atlantic (dél)                 | Light rail |

1. ↑  Azok a szegmensek, amelyeken a D vonal működik, 1993-ban és 1996-ban nyíltak meg a B vonal részeként. A D vonal 2006-ig nem különálló vonalként került meghatározásra.